# Laurent d'Arvieux
 (octobre 2024).
Si vous disposez d'ouvrages ou d'articles de référence ou si vous connaissez des sites web de qualité traitant du thème abordé ici, merci de compléter l'article en donnant les références utiles à sa vérifiabilité et en les liant à la section « Notes et références ».
Laurent, chevalier d'Arvieux (2 juin 1635 à Marseille - 30 octobre 1702 à Marseille) est un négociant marseillais, passionné d'orientalisme scientifique et nommé diplomate. Ses Mémoires, en sept volumes, firent connaître la culture des Turcs et des Arabes du Proche-Orient dans la France du XVIIIe siècle.

## Biographie

### Enfance et formation
Né à Marseille le 2 juin 1635, sous le nom de Laurent Arviou. Il est l'ainé d'une fratrie de trois garçons et deux filles. Sa famille est issue de la noblesse de Lombardie, du nom d’Arveo (Arvei au pluriel). La branche provençale avait conservé ce nom sous la forme corrompue Arviou.
Son père exploitait ses terres comme bien des gentilshommes de sa condition. Il mourut prématurément, tué par des voisins au cours d’un différend au sujet d’un lopin de terre. Sa famille compte sur lui pour remplacer le père de famille à la tête de l'exploitation mais le jeune homme est nettement plus attiré par les contrées lointaines chaque fois qu'il assiste à l'arrivée d'un navire chargé de marchandises qui le fascinent.

### Carrière
C'est ainsi qu'il suit en 1653 un de ses parents nommé consul à Saïda (Sidon) avant de se rendre à Smyrne, où ses cousins, Michel-Ange et Antoine Bertandié l'initient au commerce. Il voyagera pendant douze ans en Orient, apprenant l'arabe, le persan, le turc, l'hébreu, le syriaque et l'histoire des peuples du Levant. Habile, non seulement il réalise des gains commerciaux lors de ses voyages, mais encore il sait les faire fructifier. En 1665, il retourne en France.
Remarqué, il est introduit à la cour. Hugues de Lionne (1611-1671), secrétaire d’État proche du Cardinal Mazarin, ajoute le « x » final et la particule nobiliaire « d » en vue de sa nomination en tant qu’envoyé extraordinaire du roi. Il est envoyé par Louis XIV en mission d’abord à Tunis, puis à Constantinople (1672) où il seconde le Charles de Nointel dans la négociation du renouvellement des capitulations par le sultan Mehmed IV. De nouveau à Tunis, il négocie en 1688 la libération de 320 Français réduits en esclavage. 
À son retour en France, en 1689, il est fait chevalier de Saint-Lazare et pourvu d'une pension. Sa famille lui enjoint alors de se marier. Le 12 mai 1690 à Montpellier, il épouse Marguerite de Fabre, issue de la noblesse provençale. Il n'eurent pas d'enfants. 
Il est ensuite nommé consul à Alger, puis à Alep. 
Pour ses services rendus à l'Église, notamment la protection qu'il obtient pour les religieux du mont Carmel, le pape Innocent IX, après l'avoir nommé évêque du Caire, ce qu'il déclina, le qualifie dans un autre bref apostolique « de Magnanime Protecteur de l’Église Catholique de l'Orient, et [qu']il lui est permis, par concession du Saint Siège, d'ajouter à ses Armes celles de Jérusalem ». 
En raison de sa connaissance des mœurs des Turcs, il collabore avec Molière et Lully à l'élaboration du Bourgeois gentilhomme, pièce qui devait, selon le vœu de Louis XIV, présenter des turqueries.

### Mort
Il meurt le 30 octobre 1702 à Marseille. Il est inhumé dans l'église du Canet, à Marseille, où se trouve la sépulture de sa famille. Une épitaphe en latin résume sa vie. 

« Expectat hic resurrectionem

Nobilis Laurentius d'Arvieux massiliensis

Qui linguam Graecam, Hebraicam, Arabicam, Caldaïc caeterasque olim Locutus nunc silet:

Hunc Missum ad Tunetanos, Bizantinos, Algericos, allepianos & ubique per actis negotiationibus Rex Christianissimus

Honore, muneribus & Equestri dignitate illustravit.

Fuit Dei ac Virginis piissimus vindex: Montis Carmeli culium labentem bis atque iterum restituit.

Quid amplius? Missiones illic evangelicas instauravit, pro quibus Inocentius XI, Papa congratulatus est:

Inextricabile canticum canticorum notis mirificis enodavit.

Hinc disce viator, sapientiam, pietatemque quibus vivet ad posteros.

Reversus ad patriam e vivis recessit die 30. octobris 1702 eatatis septime supra a sex agesimum.

Conjux vero Margarita de Fabre ei devotissima hunc lapidem posuit.

Sit in pace locus ejus. »

— épitaphe en latin sur sa sépulture. Psal. 75
Ce monument, dit l'inscription, lui a été élevé par son épouse, Marguerite de Fabre.

## LesMémoires
Deux opuscules ont fait connaître le Chevalier d'Arvieux dès le début du XVIIIe siècle, notamment son « Voyage dans la Palestine vers le grand émir des Bédouins » qui fait connaître « un peuple (selon Jean de Laroque, son préfacier) que les plus grands Conquérants n'ont jamais pu subjuguer, assez peu connu jusqu'à présent des Européens, et dont la plupart de nos Voyageurs ont parlé fort confusément » et « Les mœurs et coutumes des Arabes du désert ».

Les Mémoires de Laurent d'Arvieux constituent la partie la plus importante de ses œuvres, mais restèrent cependant inachevés. En effet, le Chevalier d'Arvieux était atteint de maladies touchant ses yeux et ses bras. Le père Jean-Baptiste Labat, dominicain, qui tria et publia ces mémoires avec « approbation et privilège du Roy » en 1735, décrit les symptômes :

« Le Chevalier d’Arvieux étoit attaqué depuis long-tems d’une fluxion sur les yeux, et d’un tremblement extraordinaire dans les bras et dans les mains ; de sorte que ne pouvant ni lire ni écrire, il fut obligé d’interrompre la suite de son journal. Je le finirai ici avec regret et je donnerai au public plusieurs choses que j’ai trouvées dans ses papiers. »

— Jean-Baptiste Labat

### Résumé
D'Arvieux collabore avec ses cousins Bertandié, alors en commerce avec Smyrne (İzmir). Grâce à ces relations, il entreprend un commerce dans l'empire ottoman, et commence à apprendre les langues orientales (turc, arabe, grec).
Les rencontres et les amitiés qu'il se crée lors de ses voyages en fait un bon témoin des sociétés turque et arabe à la fin du XVIIe siècle.
Arrivé à Smyrne en 1659, il découvre la société, les coutumes orientales, et la vie d'Orient en général.
Il part pour la ville de « Seyde » (Saïda, Sidon) en février 1657, en passant par l'Égypte.
Les Mémoires fourmillent d'anecdotes qui montrent les réseaux entre les marchands et les autorités locales dans ces villes où le commerce est souvent malmené. Ainsi un conflit, qui oppose les marchands français, est une aubaine pour le gouverneur de la ville, qui encaisse une série de pots-de-vin pour faire « embarquer » l'un ou l'autre des prétendants au titre de Consul de la ville, fonction qui en faisait les protecteurs des marchands de l'échelle.
À son arrivée en Syrie (qui incluait alors le Liban, Israël et la Palestine), il poursuit son négoce et tisse des liens avec les pachas ou vice-rois et les émirs de la région, notamment Turabay et Dervick (tome III).
Ces relations lui sont utiles lors de conflits opposant les autorités locales à des négociants français, comme lors de l'expédition du duc de Beaufort contre la régence d'Alger sous suzeraineté ottomane.
Il rapporte de son séjour au camp de Turabay ibn Qaraja (en), en 1664-1665 au sud du mont Carmel, une foule d'informations, souvent piquantes, sur les coutumes arabes, les repas servis, les amitiés entre les différents élites locales, le sort des étrangers qui acceptent ou refusent de se convertir à l'islam, et également les autorités turques. À ce chef qui ne sait pas écrire, il finit par servir de secrétaire et d'écrivain public en langue arabe, et rapporte de ce séjour une lettre de protection de Turabay interdisant à quiconque de l'importuner sous peine de représailles. Auparavant il assiste à une cruelle répression par les Bédouins, d'ordre du pacha turc, de paysans de Naplouse qui, ayant été ruinés par les sauterelles, ne pouvaient plus payer l'impôt et s'était rebellés.
Il assimile si bien les coutumes locales, et parle si bien, qu'il lui arrive de se faire passer pour un local du pays lorsqu'il voyage seul.

## Œuvres
On a conservé de lui :
- Voyage (en 1664) dans la Palestine vers le grand Émir des Bédouins, édité par Jean de Laroque (La Roque), Paris, André Cailleau, 1717 et Amsterdam, Steenhouwer & Uytwerf, 1718, lire en ligne sur Google Book – sur Gallica.
- Les mœurs et coutumes des Arabes du désert, édité par Jean de Laroque (La Roque), Paris, André Cailleau, 1717 et Amsterdam, Steenhouwer & Uytwerf, 1718 (fait partie du titre précédent), lire en ligne sur Google Book – sur Gallica.
- Mémoires du Chevalier d'Arvieux, envoyé extraordinaire à la Porte, Consul d'Alep, d'Alger, de Tripoli et autres Échelles du Levant, édité par le Révèrend Père Jean-Baptiste Labat de l'Ordre des frères Prêcheurs, Paris, Charles-Jean-Baptiste Delespine le fils, 1735 (7 tomes), lire en ligne : tome 1 sur Google Book, tomes 1 à 6 sur Gallica.